# Iida

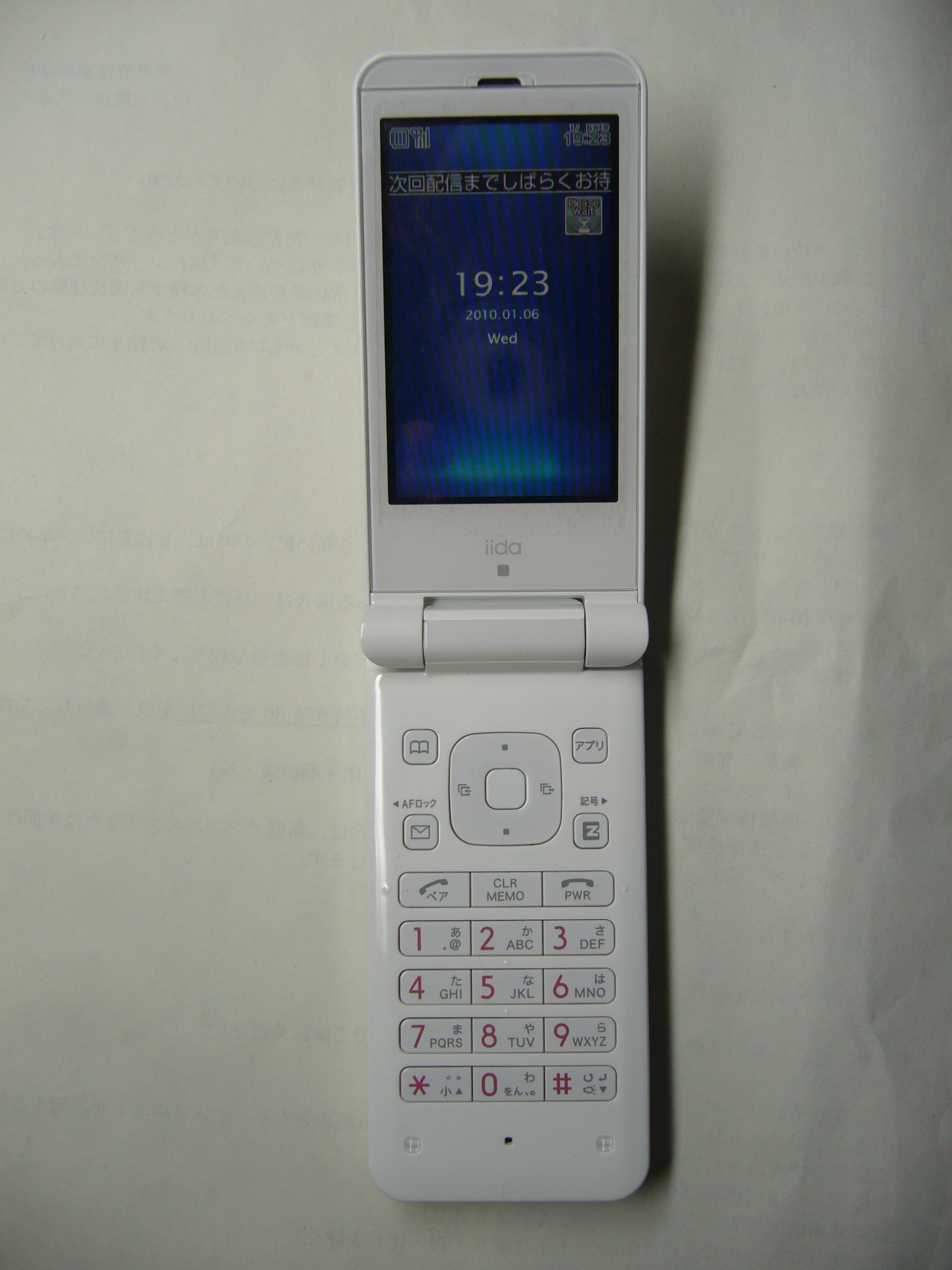
iidaブランドの携帯電話 misora（CDMA KYX02）

iida（イーダもしくはイイダ）とは、auブランドを展開するKDDIおよび沖縄セルラー電話が、主に携帯電話向けに2009年（平成21年）から2018年（平成30年）頃まで展開していた派生ブランド（2012年以降より派生プロジェクト）である。
「innovation」「imagination」「design」「art」の頭文字を取って付けられた。KDDI本社所在地の「飯田橋」をネーミングの参考としたという指摘に対しては否定している。

## 発足
2001年（平成13年）、KDDIは、デザインを重視したブランド「au design project」を立ち上げ、2003年（平成15年）から2007年（平成19年）まで、プロダクトデザイナーらが手がけた携帯電話を毎年1～2機種発売してきた。
しかし、ユーザーのニーズが「機能やスペック」から「デザインや生活スタイルとのマッチング」にシフトしてきたことを受け、au design projectのコンセプトを見直すとともに、その後継として登場したのが、このiidaである。
なお、2009年（平成21年）春に登場した「NEW STANDARD」シリーズも、実質的に統合したものという見方もある。
これまでのau design project以上にデザインを重視し、より独自のブランド、およびプロジェクトという位置づけがされている。

## 扱い
一般のauブランドとは別のブランド扱いとし、専用のウェブサイト、カタログ、カタログ用袋が用意されている。ただし、製品は一般の月刊のauカタログにも一部掲載されているほか、後述する「iida Art Editionsシリーズ」を除き一般のauショップ、auオンラインショップ、PiPitを含む全国のトヨタディーラー各店、家電量販店、携帯電話販売店等で販売されている。また、料金プランやサービスは独自のものではなく、全てauのものを利用する。
後述する2012年（平成24年）2月3日に発売された「INFOBAR C01」より端末本体およびパンフレット（カタログ）梱包用パッケージ、取扱説明書等に「iida」のロゴが記載されなくなった。同年4月のコンセプトモデルを最後に、以降は特に発表がなくなった。2018年で発表されたINFOBERA xvは、引き継ぎ前のプロジェクトであるau design projectで発表。同様に発足されたリニューアルサイトにて、au design project時代と、iidaで発表されたコンセプトモデルのアーカイブが移設された。

## 沿革
- 2009年（平成21年）

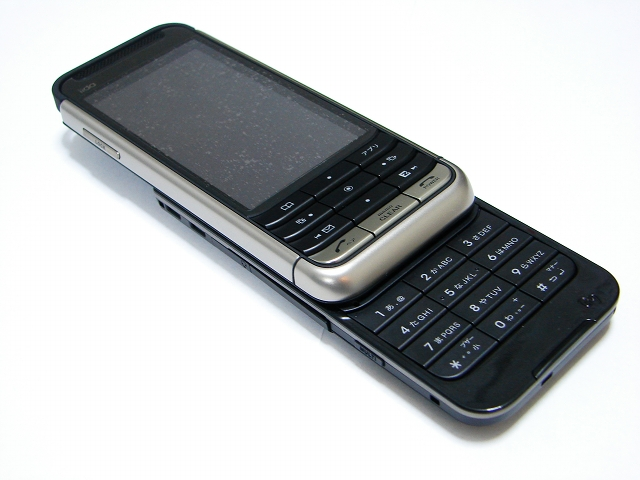
同ブランドの携帯電話 G9
（CDMA SOX01）

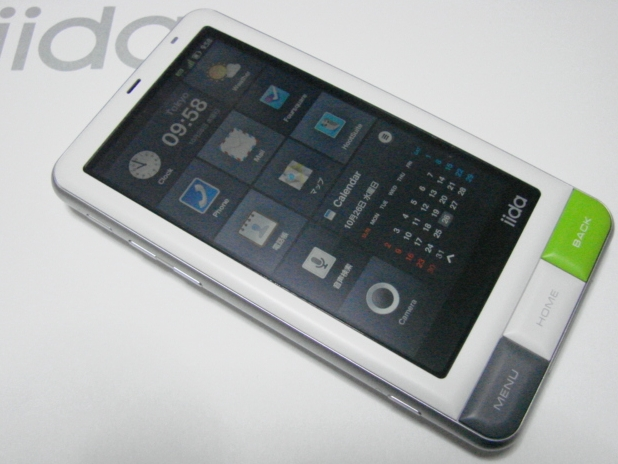
同ブランド初のスマートフォンINFOBAR A01
（CDMA SHX11）

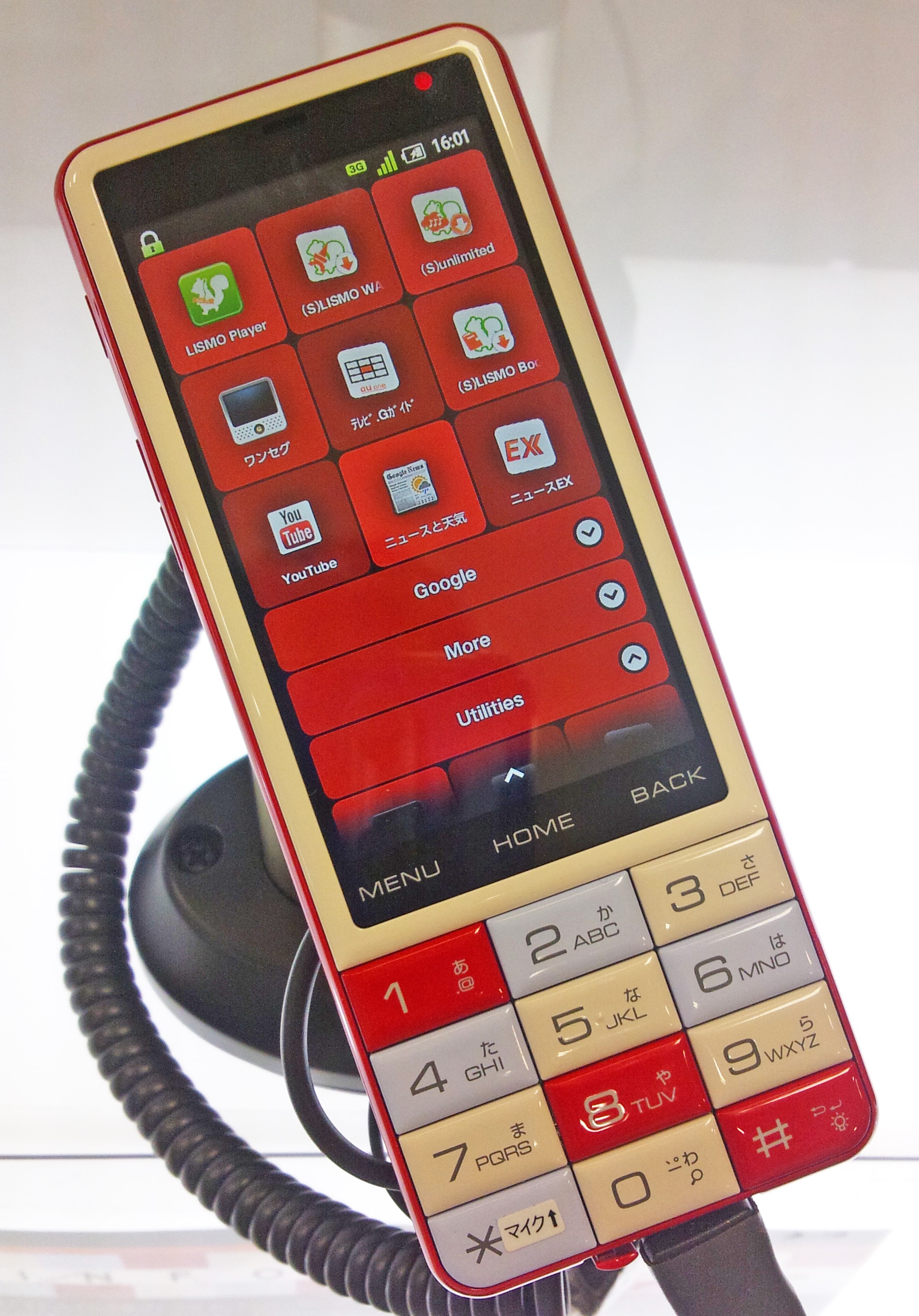
INFOBAR C01
（CDMA SHX12）

  - 04月07日 - KDDIより公式発表。iidaブランドの端末5機種、周辺機器2機種が発表された。
  - 04月17日- iidaの第1弾端末「G9」（CDMA SOX01）、 および超小型プロジェクタ「Mobile pico projector」（3000台限定）が発売される。
  - 06月27日 - 第2弾端末「misora」（CDMA KYX02）を発売。
  - 07月30日 - 第3弾端末およびiida Art Editionの第1弾で前衛芸術家の草間彌生がプロデュースした「iida Art Editions YAYOI KUSAMA」シリーズ3機種（「ドッツ・オブセッション、水玉で幸福いっぱい(CDMA TSX01)」【100台限定・販売価格100万円】・「宇宙へ行くときのハンドバッグ(CDMA TSX02)」【1000台限定・販売価格10万円】・「私の犬のリンリン(CDMA TSX03)」【100台限定・販売価格100万円】）を発売。数日で完売となった。
  - 09月17日 - 第4弾端末「PLY」（CDMA TSX04）を発売。
  - 12月01日 - 第5弾端末「PRISMOID」（CDMA KYX03）を発売。
- 2010年（平成22年）
  - 02月19日 - 第6弾端末「lotta」（CDMA KYX04）を発売[注 2]。これに伴いACアダプター「AC Adapter REST」（2万個限定。iidaサイト以外でも購入可能）および、携帯電話用クリーナー「periperi」、ネズミ形携帯電話用卓上スタンド「in mouse」もそれぞれ同時発売。
  - 07月30日 - 第7弾端末「LIGHT POOL」（CDMA TSX05）を順次発売。
  - 11月05日 - 第8弾端末「X-RAY」（CDMA TSX06）を発売。
- 2011年（平成23年）
  - 03月25日 - 第9弾端末「G11」（CDMA SOX02）を順次発売。
  - 06月30日 - 第10弾端末、及び同ブランド初のスマートフォン「INFOBAR A01」（CDMA SHX11）を発売。
  - 12月01日 - 上記の「INFOBAR A01」に新色として「CHOCOPINK」（チョコピンク）を追加発売。
- 2012年（平成24年）
  - 02月03日 - 第11弾端末「INFOBAR C01」（CDMA SHX12）を発売。
  - 10月17日 - 2012年冬モデルの公式発表会で2013年春モデルに「INFOBAR A02」（CDMA HTX21）を投入する（予定）と発表[9]。
- 2013年（平成25年）
  - 01月24日 - 第12弾端末「INFOBAR A02」（CDMA HTX21）が正式発表[10]される。
- 2015年（平成27年）
  - 01月19日 - 第13弾端末「INFOBAR A03」（KYV33）が正式発表される。
- 2018年（平成30年）
  - 011月 - 第14弾端末「INFOBAR xv」（KYX31）が正式発表される。

## プロダクト

### iida LIFE STYLE PRODUCTS
iida LIFE STYLE PRODUCTSは、KDDIが2009年9月に発表したiida製品の周辺機器、及び雑貨類の製品群を展開するプロジェクトである。2009年（平成21年）10月29日に雑誌「エル・デコ日本版」が創設したデザイン賞「Young Japanese Design Talent 2009」にプロジェクトとして受賞した。

### iida and NAVA
2011年10月11日に発売された、イタリアのステーショナリーメーカー「ナヴァ(NAVA)」とのコラボレーションによるアクセサリーである。
いずれもスマートフォンケースとなっており、ジェームズ・アーヴィン（デザイナー）（en:James Irvine (designer)）による「IRV01」、伊藤節+伊藤志信による「ITO02」「ITO03」、カリム・ラシッド（en:Karim Rashid）による「RSD02」「RSD03」「RSD04」が数量限定で販売された。

## コンセプトモデル

### music-cage
2009年（平成21年）8月にnendoの佐藤オオキによってデザインされた鳥籠状のスピーカー。電源供給にペンダント照明用のプラグを使用し、Bluetoothを用いることで携帯電話やパソコンと直接ケーブルを繋ぐことなく音楽を楽しむことができるほか、フロアスタンドやテーブルスタンドが用意され、様々なスタイルでの設置が可能となった。

### Art Editions Concept BOTANICA
2010年（平成22年）7月に発表された、フラワーアーティストの東信によるコンセプトモデル。
バオバブ、ヤマザクラ、ラフレシア、ヒカリゴケなどの植物を模したパーツをフラワーアレンジメントのように携帯電話や「ベース」と呼ばれるキューブ状のドックに挿して鑑賞することができる。

### Art Editions Concept PixCell via PRISMOID
2010年（平成22年）に発表された、現代美術家の名和晃平によるコンセプトモデル。シルバーのPRISMOID及びプラスマイナスゼロの「8インチ液晶テレビ」を使用し、これらを取り巻く情報の流れを筐体に透明の球体（セル）を付着させることで視覚化、表現した。

### iida and ALESSI
2010年（平成22年）10月30日にDESIGNTIDE TOKYO 2010で発表された、イタリアのハウスウェアメーカーアレッシィ（en:ALESSI）とのコラボレーションによるコンセプトモデル。デザイナーとしてマルセル・ワンダース（en:Marcel Wanders）、ステファノ・ジョバンノーニ、パトリシア・ウルキオラ（en:Patricia Urquiola）が起用され、スマートフォン及びフィーチャーフォンとこれらに付随する周辺機器が制作された。

### Concept Model: Jaime Hayon
2012年（平成24年）に発表された、スペイン人デザイナーのハイメ・アジョンによるコンセプトモデル。「iida and ALESSI」に引き続き、スマートフォンとして制作された。
丸みを帯びた形状で、初期のデザインでは左上端にアナログ時計が組み込まれている。

## デジタルコンテンツ

### iida calling
2009年（平成21年）4月7日より開始されたユーザー参加型のキャンペーンである。音声やテキストを入力し、オリジナルの楽曲（着うた）を作成することができ、「iida Calling」から「iida Calling 4」までの4回行われた。作成されたトラック数は開始から2011年（平成23年）1月13日まで、658,783曲にのぼった。
また2009年の「iida calling」は同年のカンヌ国際広告祭のサイバー部門でブロンズを受賞したほか、ロンドン・インターナショナル・アワーズの銀賞を受賞した。
- iida Calling - 2009年4月7日開始、テイ・トウワが楽曲を提供。
- iida Calling 2 - 2009年9月18日開始、中田ヤスタカ（CAPSULE）が楽曲を提供。
- iida Calling  ver. 3.0 - 2010年2月19日開始、□□□が楽曲を提供。
- iida Calling 4 - 2010年7月30日開始、Perfumeが楽曲を提供。

### iida broadcast
2010年（平成22年）2月8日 (月) より、iidaのWebサイトリニューアルの一環として行われた企画である。音楽専門チャンネルMTVとのコラボレーションにより、様々なアーティストのパフォーマンス映像がサイト上で視聴できた。クリエイティブ・ディレクションは高松聡、アートディレクションは中村勇吾が担当した。

## iida AWARD
iida AWARDは携帯電話周辺アイテムのデザインを公募する取り組みとして、2009年より開催されたデザインコンペティションである。
常識や慣習に囚われない新たな才能を発掘すべく、学生を対象に開催。審査の結果選ばれた作品は、ワークショップを経てiida LIFE STYLE PRODUCTSとして製品化された。

### 受賞作品
- iida AWARD 2010 (2009年、第1回)[13]
  - World of Alice - ACアダプタ(製品化済み)
  - Chocolate cookie - ACアダプタ(製品化済み)
  - koyubito - ストラップ・デジタルコンテンツ("koyubitoring"としてストラップが製品化)
- iida AWARD 2011 (2010年、第2回)[14]
  - Box-s - イヤホン・モバイルバッテリー・クリーナー・スピーカーのセット
  - BELU - USBケーブル
  - Buliki - モバイルバッテリー